# Verbandsgemeinde Montabaur
La comunità amministrativa di Montabaur (Verbandsgemeinde Montabaur) si trova nel circondario del Westerwaldkreis nella Renania-Palatinato, in Germania.

## Comuni
Fanno parte della comunità amministrativa i seguenti comuni:
| Comune, città              | Sup. (km²) | Abitanti |
| -------------------------- | ---------- | -------- |
| Boden                      | 2,30       | 609      |
| Daubach                    | 2,51       | 477      |
| Eitelborn                  | 7,10       | 2 443    |
| Gackenbach                 | 4,75       | 538      |
| Girod                      | 7,46       | 1 206    |
| Görgeshausen               | 3,24       | 890      |
| Großholbach                | 3,91       | 985      |
| Heilberscheid              | 6,37       | 643      |
| Heiligenroth               | 6,01       | 1 407    |
| Holler                     | 4,54       | 1 000    |
| Horbach                    | 3,94       | 690      |
| Hübingen                   | 3,56       | 524      |
| Kadenbach                  | 4,45       | 1 330    |
| Montabaur, città           | 33,61      | 14 391   |
| Nentershausen              | 7,54       | 2 062    |
| Neuhäusel                  | 1,67       | 2 044    |
| Niederelbert               | 10,25      | 1 716    |
| Niedererbach               | 4,43       | 1 027    |
| Nomborn                    | 4,00       | 714      |
| Oberelbert                 | 3,45       | 1 163    |
| Ruppach-Goldhausen         | 4,41       | 1 245    |
| Simmern                    | 9,08       | 1 511    |
| Stahlhofen                 | 2,98       | 741      |
| Untershausen               | 1,92       | 501      |
| Welschneudorf              | 7,77       | 964      |
| Verbandsgemeinde Montabaur | 151,37     | 40 821   |

(Abitanti al 31 dicembre 2021)